# Anthony Syhre
Anthony Syhre (Berlin, 1995. március 18. –) német utánpótlás-válogatott labdarúgó, a Fortuna Sittard játékosa.

## Pályafutása
A Nordberliner SC és az  SC Heiligensee csapatainál kezdte elsajátítani a labdarúgás alapjait, majd 2007-ben a Hertha BSC akadémiájához csatlakozott. Az U17-es csapat tagjaként 2 gólt szerzett 32 mérkőzésen. Az U19-es csapatban 2 alkalommal szerepelt. 2012. augusztus 11-én debütált a Regionalliga Nordostban szereplő Hertha BSC második csapatában az 1. FC Lokomotive Leipzig ellen. a szezon során összesen 18 alkalommal szerepelt a csapatban. A következő idényben már néhány mérkőzésen a csapatkapitányi karszalagot is megkapta. 21 alkalommal lépett pályára és első gólját is megszerezte az Union Berlin II ellen. A 2013–2014-es szezonban az első csapat tagjaként a Bundesligában a Bayern München elleni mérkőzésen a kispadon kapott helyet.

## Válogatott
2009-ben  két alkalommal szerepelt a német U15-ös labdarúgó-válogatottban. 2012. december 11-én debütált a német U18-as labdarúgó-válogatottban az izraeli U18-as labdarúgó-válogatott ellen a 46. percben Horst Hrubesch küldte a pályára Patrick Schwar cseréjeként. Részt vett az U19-es labdarúgó válogatottal a Magyarországon megrendezésre kerülő 2014-es U19-es labdarúgó-Európa-bajnokságon, ahol aranyérmesként zárt a válogatottal. Első gólját a válogatottban ezen a tornán szerezte meg a bolgár U19-es labdarúgó-válogatott ellen az első csoportmérkőzésen.

## Sikerei, díjai
- Németország U19
  - U19-es labdarúgó-Európa-bajnokság: 2014